# Ferdiad

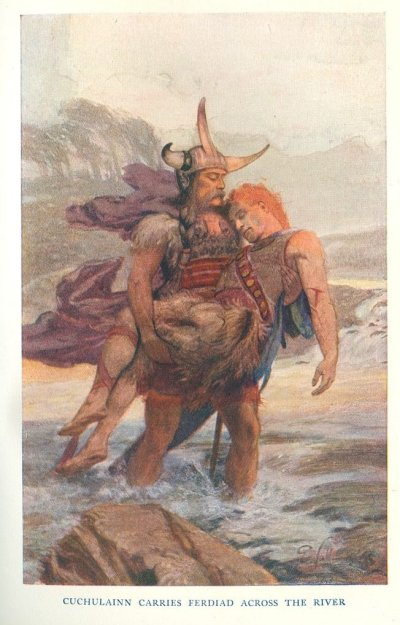
"Cuchulainn carries Ferdiad across the river", illustrazione di E. Wallcousins, da "Celtic Myths and Legends", di Charles Squire, 1905.

Ferdiad (anche Fer Diad, Ferdia, Fear Diadh), figlio di Damán figlio di Dáire dei Fir Domnann, è un personaggio del Ciclo dell'Ulster nella mitologia irlandese. Ferdiad significa "uomo, guerriero di un paio, di una coppia" (diad è collegato con dïas, "due persone, gemelli").
Nel Táin Bó Cúailnge da guerriero del Connacht si ritrova costretto a schierarsi contro il suo amico e fratello adottivo Cú Chulainn, con il quale è stato addestrato dalla famosa maestra d'armi Scáthach. Quanto ad abilità marziali i due erano pari in tutto, eccetto che per due cose: Cú Chulainn aveva ricevuto da Scáthach la lancia dentata detta Gáe Bulg e il segreto della tecnica per usarla; Ferdiad da parte sua aveva una pelle cornea che nessuna arma era in grado di perforare. Quando Ailill e Medb del Connacht invadono l'Ulster per rubare il toro Donn Cúailnge Cú Chulainn sbarra loro il passo, invocando il diritto a confrontarsi in un duello con i loro campioni uno alla volta. Dopo aver subito più sconfitte la regina Medb decide di inviare contro l'eroe dell'Ulster proprio Ferdiad, il quale accetta solo dopo che la seducente Findabair, la figlia di Ailill e Medb, lo ha fatto ubriacare e solo dopo che la stessa regina lo ha corrotto, svergognato e spronato in tutti i modi. Nel duello del guado, durato tre giorni, alla fine Ferdiad ha la meglio. Cú Chulainn allora chiede al suo auriga Láeg che gli lanci la Gáe Bulg], cosa che questi prontamente fa, facendola scivolare attraverso il fiume. Cú Chulainn tira un giavellotto contro il petto di Ferdiad, spingendolo ad alzare lo scudo, quindi solleva la Gáe Bulg con le dita dei piedi e la conficca nel corpo dell'avversario, uccidendolo. Da Ferdiad prenderà da allora il nome il guado in questione, detto appunto Áth Fhirdiad ("Il guado di Ferdiad, in moderno irlandese Baile Átha Fhirdhia o Ardee, nel County Louth).
Gli studiosi propendono per considerare il combattimento tra Ferdiad e Cú Chulainn un'aggiunta posteriore al poema, redatta non prima dell'XI secolo, e facente riferimento ad un episodio mitico precedente all'epoca descritta nel Táin.